# قوة الحماية التابعة للأمم المتحدة
قُوة الحماية التابعة للأمم المتحدة (بالإنجليزية: United Nations Protection Force) وتُعرف اختصارا بالأونبروفور (بالإنجليزية: UNPROFOR)، هي أول قوة حفظ سلام تابعة للأمم المتحدة في كرواتيا وفي البوسنة والهرسك خلال حروب يوغوسلافيا. تُشكلت القُوة في فبراير 1992 وانتهت ولايتها في مارس 1995، حيث أُعيدت هيكلة بعثة حفظ السلام إلى قوى أخرى مثل قوة الأمم المتحدة للانتشار الوقائي (UNPREDEP) في مقدونيا الشمالية، وعملية الأمم المتحدة لاستعادة الثقة في كرواتيا (UNCRO).

## الأفراد
تألفت قوة الأمم المتحدة للحماية من حوالي ٢٥,٠٠٠ فرد، من قوات مختلفة من الأرجنتين، أستراليا، بنغلاديش، بلجيكا، البرازيل، كندا، كولومبيا، جمهورية التشيك، الدنمارك، مصر، إستونيا، فنلندا، فرنسا، ألمانيا، غانا، الهند، إندونيسيا، أيرلندا، إيطاليا، الأردن، كينيا، ليتوانيا، لوكسمبورغ، ماليزيا، نيبال، هولندا، نيوزيلندا، نيجيريا، النرويج، باكستان، بولندا، البرتغال، روسيا، سلوفاكيا، إسبانيا، السويد، سويسرا، تونس، تركيا، أوكرانيا، المملكة المتحدة، والولايات المتحدة.
وفقًا للأمم المتحدة، سقط 167 قتيلًا بين أفراد قوة الأمم المتحدة للحماية خلال فترة ولاية القوة. من بين القتلى، كان ثلاثة مراقبين عسكريين، و159 عسكريًا آخرين، وفرد واحد من الشرطة المدنية، واثنان من الموظفين المدنيين الدوليين، واثنان من الموظفين المحليين.
الضباط البارزون:
- اللواء لويس ماكنزي (كندا) قطاع سراييفو ١٩٩٢
- الجنرال فيليب موريون (فرنسا) من أكتوبر ١٩٩٢ إلى يوليو ١٩٩٣
- الفريق فرانسيس بريكمونت (بلجيكا) من ١٢ يوليو ١٩٩٣ إلى ٢٤ يناير ١٩٩٤
- الفريق السير مايكل روز (المملكة المتحدة) من ٢٤ يناير ١٩٩٤ إلى ٢٥ فبراير ١٩٩٥
- الفريق روبرت سميث (المملكة المتحدة) من ٢٥ فبراير ١٩٩٥

## التفويض

### كرواتيا

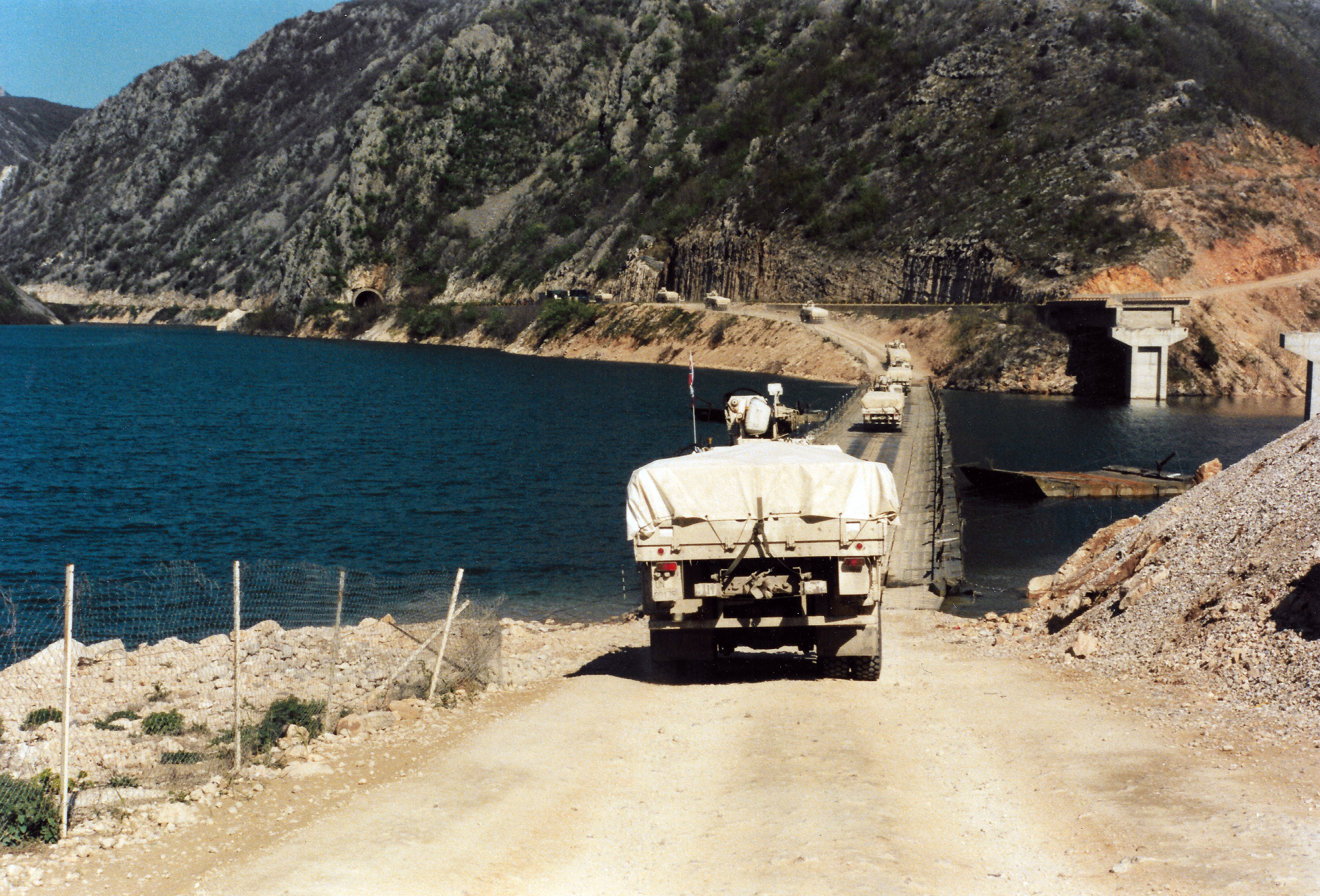
كتيبة النقل الهولندية التابعة للأمم المتحدة تعبر جسرًا عائمًا فوق نهر نيريتفا من الطريق السريع M17 باتجاه الغرب مع البوسنة والهرسك.

أُنشئت قوة الأمم المتحدة للحماية بموجب قرار مجلس الأمن التابع للأمم المتحدة رقم 743 في 21 فبراير/شباط 1992 خلال حرب الاستقلال الكرواتية. كانت المهمة الأولية لقوة الأمم المتحدة للحماية هي ضمان الظروف المستقرة لمحادثات السلام والأمن في ثلاث مناطق منزوعة السلاح "ملاذ آمن" مُحددة كمناطق محمية من الأمم المتحدة (UNPAs). كانت هذه المناطق تقع في مناطق مختلفة قبل أن تحصل جمهورية كرواتيا على العضوية الكاملة في الأمم المتحدة، ولكنها كانت تحت سيطرة جمهورية كرايينا الصربية.

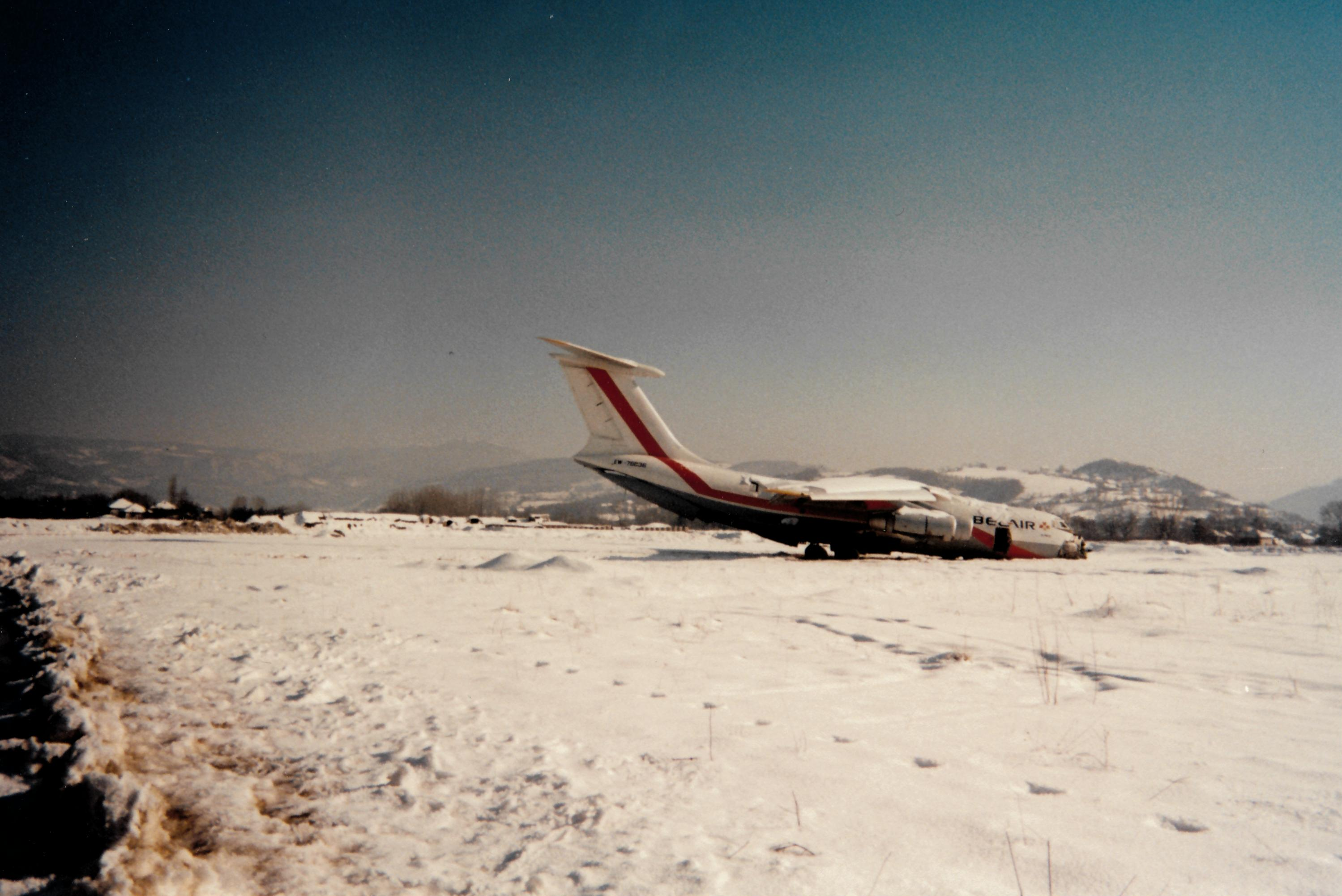
الطائرة الوحيدة المرئية في مطار سراييفو، والتي لا يمكن إصلاحها منذ بداية الحرب. كان المطار على خط المواجهة بين الصرب والبوسنيين.

في عام ١٩٩٢، وُسِّعت الولاية لتشمل ما يُسمى "المناطق الوردية" التي تُسيطر على الوصول إلى المناطق المحمية التابعة للأمم المتحدة (قرار مجلس الأمن التابع للأمم المتحدة ٧٦٢).

### البوسنة والهرسك
على عكس كرواتيا، لم يكن تفويض قوة الأمم المتحدة للحماية في البوسنة والهرسك مراقبة وقف إطلاق نار، حيث كانت البلاد مازالت في خضام الحرب. يمكن تقسيم التفويض بشكل أساسي إلى أربع مراحل:
- المرحلة الأولى: تقديم المساعدة إلى سراييفو - ابتداءً من 5 يونيو 1992، كانت قوة الأمم المتحدة للحماية مسؤولة عن حماية مطار سراييفو وفقًا للتفويض الصادر عن القرار 758 لأغراض إنسانية. وتدير قوة الأمم المتحدة للحماية ممرًا أمنيًا لقوافل المساعدات بين المطار والمدينة.[6]
- المرحلة الثانية: مرافقة المساعدات الإنسانية - في 14 سبتمبر/أيلول 1992، كُلِّفت قوة الأمم المتحدة للحماية (قرار مجلس الأمن التابع للأمم المتحدة رقم 776) من قِبل مجلس الأمن التابع للأمم المتحدة بتوفير الحماية للمنظمات الإنسانية مثل اللجنة الدولية للصليب الأحمر، وغيرها من الأنشطة التي طلبها مفوضية الأمم المتحدة السامية لشؤون اللاجئين، مثل جدولة القوافل والتفاوض على ممر آمن. كما يُسمح للقوة باستخدام حق الدفاع عن النفس إذا حاول مسلحون منعها من تنفيذ ولايتها.[7]
- المرحلة الثالثة: حماية المناطق الآمنة - في 16 أبريل/نيسان 1993، صدر قرار مجلس الأمن التابع للأمم المتحدة رقم 819، الذي أعلن مدينة سربرينيتشا "منطقة آمنة" خالية من أي هجوم مسلح أو أي عمل عدائي آخر.[8] كانت قوة الأمم المتحدة للحماية مسؤولة عن مراقبة مناطق الفصل ونقاط مراقبة الأسلحة. بالإضافة إلى ذلك، عمل مجلس الأمن التابع للأمم المتحدة على زيادة القوة المسموح بها لقوة الحماية التابعة للأمم المتحدة لمراقبة مناطق حظر الأسلحة، ولكنه لم يغير فعليا تفويض العملية.

في 31 مارس 1995، أعيد هيكلة قوة الأمم المتحدة للحماية إلى ثلاث عمليات سلام منسقة.في 20 ديسمبر 1995، تم تغيير علم قوات قوة الأمم المتحدة للحماية إلى قوة التنفيذ بقيادة حلف شمال الأطلسي (IFOR)، والتي كانت مهمتها تنفيذ اتفاقية الإطار العام للسلام في البوسنة والهرسك (المعروفة أيضًا باسم اتفاقية دايتون).